# MQ-1 предатор
MQ-1 предатор је америчка беспилотна летелица (БПЛ), оперативно је користи ЦИА и неколико ратних ваздухопловстава западних земаља. У раним деведесетим годинама 20. века, ова је летелица била намењена само за извиђање са гледањем унапред, у смеру лета, помоћу камера и других сензора, али су касније на њу интегрисане две носеће линије за две ракете или за друго алтернативно наоружање. Због смештаја сензора (очију) у чеоном делу трупа, мотор јој је уграђен назад, са потисном елисом.

Летелица је оперативно и борбено коришћена у ваздушном простору Југославије (Босна и Србија), Авганистана, Пакистана, Јемена, Ирака, Ирана, Либије, Сомалије и САД. БПЛ предатор може да дејствује на циљу удаљеном и до 740 km од места полетања (тактички радијус), може да крстарити изнад жељене локације у трајању и до 24 часа и да се врати у базу. Укупно је произведено 360 ових основних варијанти летелица, од којих 285 RQ-1 и 75 MQ-1. Произведено је до октобра 2007. године, 104 примерка летелица MQ-9, за остале варијанте и за касније време нема података. Предатор је пројектован са лако растављивих шест склопова, који се једноставно пакују у контејнер за транспорт. Контејнери, са склоповима предатора, транспортују се авионом Локид C-130 Херкулес, на било коју локацију земаљске кугле. На тај начин, летелице могу брзо бити пребазиране на велике удаљености, склопљене и оперативне.
Од 2001. године, MQ-1 предатор, постао је примарна беспилотна летелица, за офанзивна дејства Америчког ваздухопловства и Централне обавештајне агенције, у Авганистану и Пакистану. Због борбене користи, класификација и начин борбене употребе ове летелице се држе као поверљиви подаци. Остварени почетни борбени резултати, били су основа за њен даљи развој у ефикаснијег наследника MQ-9 рипера, моћног борца, у и из ваздушног простора, на нивоу ефикасности авиона са људском посадом.
Циљ је да се широм света разместе ескадриле, са беспилотним летелицама предатор и са одговарајућим особљем, у намени тактичке подршке војним операцијама или другим специфичним задацима америчке војске и безбедносних агенција, а и у цивилним активностима и службама.

## Развој
Централна обавештајна агенција (ЦИА) и Пентагон почели су да експериментишу са извиђањем, користећи предности беспилотних летелица, почетком 1980. године. Те предности су уочене још на основу искуства стеченог током рата у Вијетнаму, где су коришћене за ласерско обележавање циљева за навођење и дејство авијације. Предности ових летелица су многоструке, у односу на пилотиране авионе, мале су, лагане, јефтине, неупадљиве, немају посаду и ризика за њихово страдање. У раним деведесетим годинама 20. века, ЦИА се заинтересовала за развијену беспилотну летелицу Амбер. Власник компаније, која ју је развила, Аврам Карем (енгл. Abraham Karem), бивши шеф конструктора израелског ваздухопловства. Емигрирао је у САД, у касним седамдесетим годинама 20. века. ЦИА је тајно купила тих пет летелица и дали су им назив Гнат. Са Каремом је договорен развој тихог мотора за ту летелицу, пошто је постојећи био бучан као косилица за траву, у ваздушном простору. Нова развијена летелица је названа предатор.
Каремова фирма „Генерални аутоматски ваздухопловни системи“, добила је уговор за развој предатора, у јануару 1994. године, а фаза почетног концепта (демонстрација напредне технологије), трајала је од јануара 1994, до јуна 1996. године. Сама летелица је била дериват Гната. Током ове фазе, три комплета су купљена од фирме, који су се састојали од дванаест летелица и три станице за управљање са земље.
Од априла до маја, 1995. године, предатори су летели на војној вежби у Америци. Са њима су операције биле успешне. То је довело до одлуке да се тај систем размести на Балкану, касније у лето 1995. године.
Предаторе су комбиновано користили у америчком ваздухопловству / морнарици, са заједничким центром за беспилотне летелице. Прва употреба, била је са простора Албаније, у операцијама против бивше Југославије.
До почетка америчке кампање у Авганистану, 2001. године, ваздухопловство је купило 60 предатора, од којих су изгубили 20 примерака у борбеној употреби. Губици су настали са противваздухопловном одбраном противника и са удесима услед временских услова. Неки критичари у Пентагону су сматрали да је то висока стопа губитака и сматрали су као знак лоших оперативних процедура. Као одговор на губитке узроковане хладним временским условима лета, неки од каснијих предатора су били опремљени системом за одлеђивање, заједно са уградњом турбоелисног мотора унапређена и побољшана је сва опрема. Овај побољшани стандард, као „блок 1“ назван је RQ-1B, или MQ-1B. Наоружана варијанта је RQ-1L или MQ-1L.
Предаторов систем је првобитно обележен као RQ-1 предатор. где је „R“ америчка војна ознака за извиђача, а „Q“ се односи на систем беспилотне летелице. Број 1 означава први у низу система летелица изграђених као беспилотне извиђачке. Систем у предсеријској производњи, означен је као RQ-1A, док RQ-1B (не треба мешати са RQ-1 предатор B, који је постао RQ-9 рипер) означава серијску конфигурацију производње. То су појединачне ознаке система. Стандардне летелице, биле су означене са RQ-1K у предсерији, и RQ-1L за серијски стандард У 2002. Америчко ратно ваздухопловство званично је променила назив у MQ-1 („M“ означава више улога), што одражава и напредак примене наоружане летелице.
За Пентагон ово је постало главно оружје у америчком рату против тероризма. Први пут је употребљено током деведесетих, као извиђачке (шпијунске) летелице изнад Босне и Србије (Косова), њихове могућности и укупан број у међувремену су драматично порасли. Док их је на почетку овог века било једва педесетак, данас је само на ратиштима у Ираку и Авганистану ангажована већина од укупних око 7.000 БПЛ, чија технологија укључује сва савремена достигнућа аеро-наутике, роботике и електронике.
Предатор обједињује авионске механичке, електричне и електронске делове који се користе и у пилотираних летелицама, са људском посадом. Са овим приступом се успело у стварању поузданих летелица. Кључна опрема састоји се од радара са антеном са синтетичким прорезима (резолуција 0,3 m), две колор ТВ камере, инфрацрвеног система за шест области посматрања, ласерског даљиномера-означивача и радио електронских уређаја. Оптоелектронски уређаји, смештени су у сферном радому.

### Команде лета, остали системи и сензори
Током ратова у бившој Југославији, пилот предатора је седео са неколико специјалиста у комбију, у близини полетно слетне стазе на аеродрому беспилотних летелица. Са директним радио-сигналима управљали су са летелицом у фази полетања и почетног успона. Онда је комуникација пренета на војне сателитске мреже, повезане са пилотом у комбију. Пилоти су имали временско кашњење од неколико секунди између померања своје командне ручице и одговора летелице. Већ 2000. године, побољшани су комуникациони системи (употребом JSTARS), повећана је раздаљина пилот — летелице и поузданост управљања летом. Више није било потребно користити систем управљања са директним радио — сигналима у току полетања и почетног успона летелице. Цео лет се могао контролисати путем сателитског преноса сигнала, из било ког командног центра са одговарајућом опремом. ЦИА је предложила да се то испита над Авганистаном, где је и остварен први лет са потпуно даљинским управљањем и са борбеном операцијом предатора. Управљање пилота је било из агенције у Ленглију у Вирџинији.
Летелица предатор и његови сензори су контролисани из земаљске станице преко линије C-опсега, са приказом података у реалном времену, преко сателитског Ku-опсега. Током лета, посада је у контролној пилотској станици на земљи са два оператерска приказивача. Летелица је опремљена AN/AAS-52 мулти-спектралним „нишанским системом“, у носу је камера у боји (обично је користи пилот за управљање са летом), дневна ТВ камера са променљивом блендом (отвором), и инфрацрвена камера променљиве бленде (за слабу видљивост / ноћ). Камере преносе пуну видео слику у току лета. Постоји довољно пропусног опсега на везама за размену података за два видео екрана који се истовремено користите, али само са једног видео извора (сензора) у калоти летелице (радому). На основу пројектног ограничења, може се користити само један сигнал у једном тренутку, на оба приказивача. Могу се користити камера за дневну светлост променљиве бленде, или инфрацрвени оптоелектронски сензор истовремено, са радаром са синтетичким отвором, ако је летелица са њим опремљена.
Сви каснији предатори су опремљени ласерским означивачем (маркером), који омогућава пилоту да идентификује и обележава мете за остале ваздухоплове, па чак и да обезбеди ласерско обележавање циљева за авионе са посадом. Овај ласер на MQ-1, има приоритетно задатак да означава циљеве за своје ракете AGM-114 хелфајер.

### Критеријуми развоја
Летелица предатор, састоји се из шест основних склопова, који се могу једноставно одвојити и спаковати у контејнер, сандук. Ово омогућава брз и лак транспорт и брзо распоређивање система на удаљеним дестинацијама, широм света. Највећи део система је управљачки сто у контролној станици, који је пројектован са точковима. Исти се навози у транспортни авион Локид C-130 Херкулес. Сателитске везе за размену података са предатором иду преко система који се састоји из сателитских антена и пратеће опреме за подршку. Ова веза омогућава комуникацију између земаљске станице и летелице, када је иста ван линије визуре, и размена података према мрежама које обезбеђују секундарну интелигенцију летелици. RQ-1 систем захтева припремљену тврду полетно слетну стазу са јасном видљивошћу (погледај слику, профил лета), у свим правцима, из земаљске станице за управљање са летелицом у ваздушном простору. У почетку коришћења БПЛ, све компоненте система налазиле су се на једном аеродрому. Сада Америчко ратно ваздухопловство користи концепт „даљинског управљања“, када се сателитски систем везе за размену података налази на другој локацији, а повезан је са командним земаљским столом преко оптичког кабла. Ово доприноси повећању жилавости система и већој шанси преживљавања од противничких борбених дејстава.
Федерална ваздухопловна администрација (FAA), 18. маја, 2006. године, донела је решење о коришћењу летелица M/RQ-1 и M/RQ-9 у цивилним наменама, за претраживање преживелих у катастрофама и непогодама. При тим операцијама су доминантни сензори који региструју топлоту људског тела. На овим летелицама постоји таква инфрацрвена дигитална камера, која региструје присуство живих људских тела, са висине лета до 3 km.
До сада је регистрован најдужи лет (аутономија лета) од 40 часова.

### Развој наоружане верзије
После искуства, у операцијама против Србије, Америчко ратно ваздухопловство је одлучило да иде даље у развоју и борбеној примени беспилотних летелица. Као и сви локални ратови и ова агресија је послужила као полигон за испитивање БПЛ, као новог оружја, што је касније валоризовано у рату у Авганистану и Ираку. Крило предатора је ојачано и на њега су постављена два спољна носача и инсталације за ношење оружја. Летелица је опремљена одговарајућим ласерским озрачивачем. Наоружана БПЛ је почела детаљно да се испитује 21. фебруара, 2001. године. Извршена су успешна гађања стационарних резервоара горива, са три противоклопне ракете хелфајер. Резултати су били задовољавајући. Шема тога оружја је веома успешна, комбинација дискретне (неприметне) летелице и надзвучне ракете, ефикасна је комбинација за борбу. Са тим дискретним оружјем, занемарљиво је упозорење противнику, у току приласка припреме за напад. Изненађења су извеснија па су и већи ефекти напада.
На основу постигнутих резултата ЦИА, у зиму 2000-2001. године, захтевана су ракетирања потенцијалних склоништа Бин Ладена, са наоружаним летелицама предатор. Под тим притиском захтева, убрзано је наоружавање и борбена употреба предатора.
Резултати настављених испитивања, 22. маја и 7. јуна 2001. године, били су задовољавајући. Прецизност гађања са ракетама, била је одлична. Међутим, са наоружаним предатором се тек кренуло у ракетирање, после напада „кула“ у Њујорку, 11. септембра 2001. године.
|                                                                                      |  |
| Наоружани предатор са ракетама AGM-114 хелфајер, пред полетање и у борбеном дејству. |  |

## Пројекат
Основни склопови летелице:
| 1. Радар са антеном () 2. Инерцијални навигациони систем () 3. Сателитска комуникацијска антена -опсега 4. Аудио видео рекордер 5. антена (десно и лево) 6. Транспондер и систем за идентификацију 7. МОДЕМ сателитске комуникације, тип процесора 8. Антена вишесмерног -опсега 9. Предњи горивни резервоар 10. Задњи горивни резервоар 11. Резервни простор 12. Течност за хлађење мотора 13. Хладњак течности за хлађење 14. Мотор 15. Серво покретачи репног крмила 16. Батерија № 2 | 17. Извор енергије 1. Батерија № 1 2. Задњи простор за опрему 3. Резервни модул за управљање 4. Процесор радара са синтетичком прорезом антене 5. Главни модул за управљање 6. Простор за прилаз опреми 7. Пријемник / предајник -210 8. Јединица сензора лета 9. Видео дешифратор 10. Систем за одмрзавање делова 11. Оптоелектрронски систем сензора 12. Простор за користан терет 13. Детектор залеђивања 14. Радарски пријемник / предајник 15. Камера у носу летелице |

Размештај основне опреме.

### Мотор
-1 предатор погони четворотактни мотор Ротакс 914 TC, са четири цилиндра. Са воденим хлађењем главе, а тело цилиндра, ваздухом. Опремљен је са два карбуратора, електронским паљењем и са редуктором преносног односа 2,41. Обезбеђује излазну снагу од 74,6 kw при 5.500 обртаја у минути, а максималну од 85,8 kw при 5.800 обртаја у минути.
Беспилотна летелица поседује два резервоара за гориво, октанске вредности између 95 и 100. Напајање мотора се одвија преко инсталације горива, са изведеним одговарајућим конструктивним мерама безбедности, као што је случај пожара и механичких оштећења. Предатор има 2 до 6 помоћних спремника за гориво, када остане без напајања из главних резервоара, повећава му се аутономију лета.

### Опрема
Систем комуникација између предатора и командног пункта, изведен је са коришћењем два начина:
- „-опсег“, или
- „-опсег“.

Први систем се може користити директно, када је растојање између летелице и пункта за управљање мало и без препрека, при директној међусобној видљивости, без заклањања (углавном у слетању, полетању и испитивања). Међутим, када је удаљеност већа, овај систем је мање ефикасан посредством сателитске везе и тада се користи „Ku-опсег“. Пренос информација (сигнала), између контролног пункта и летелице, у принципу, остварује се преко сателита. 
APX-100 је систем који се користи за аутоматску идентификацију летелица, када су у контакту две или више, или када је нека од њих захваћена са радарским зрацима. Тада се мора извршити међусобна идентификација, са одговором на питање дали је „пријатељ“ или „непријатељ“? Посебно је поверљива функција овог уређаја и коришћене шифре са њим, што се не сме компромитовати. то га искључује са листе лаке набавке на тржишту наоружања и војне опреме.
Инерцијални навигациони систем (INS/GPS) омогућава да се лети само са једним од два извора навигационих података или два у исто време, када је навигација поузданија. Тада је навигација са мањом вероватноћом грешке и могуће је мање одступање, од жењеног.
AGM-114 хелфајер је ракетни систем на предатору. Ова ракета је вођена са ласером, за дејство ваздух-земља. Максимални домет јој зависи од варијанте и износи 7 до 8 km.
Пријемник / предајник arc-210 је говорни и фреквентни преносни систем, који омогућује учешће до два укључења мултифункционалног преноса гласа и података на фреквенцијама између 30-512 MHz, преко сателита или директно на кратким удаљеностима. Обезбеђује 3 типа преноса сигнала: стандардни, безбедни или заштићени режим од засићења.
Оптоелектронски сензори AN/AAS-52(V) сачињавају систем, који пружа велики домет детекције више циљева истовремено, са коришћењем топлотних (инфрацрвених) и других сензора ( давача). Подаци се користе у реалном времену и трансформишу се у ласерско навођење ракета AGM-114 хелфајер, на редефинисане локације циљева. Омогућавају детекцију 360° у хоризонталној и +60 / -120° у вертикалној равни. Мале је тежине и погодан је за мале летелице.
SAR је савремена технологија радара са „синтетичким отвором“, чија дефиниција је карактеристична са употребом релативног кретања између антене и њених циљних региона и са тиме се обезбеђују посебне дугорочне варијације кохерентних сигнала, који се користе за добијање финијих резолуција у односу на могућности скенирања са конвенционалним. Настао је као напредни технолошки облик решења, у односу на претходна (SLAR). Виртуелна антена или синтетички отвори (софтверски), симулирају много већи пречник од физичког (реалног), од 5 dm физичког, софтверски се симулира пречник од 15 m.
Радар је постављен на летелицу која се креће (лети), јер се таласи емитују и праћење је при кретању на путу. Фотографије се добијају, за различите позиције терена, са високом резолуцијом.
Карактеристике система SAR
- Континуално мапирање
- Висока резолуција (0,3 m)
- Дужина средње линије траке мапе 4,4—10,8
- Са висине од 2,0—7,6
- Ширина траке мапе 800 m, при брзини летелице од 25—35
- Маса система SAR 76,9 kg[31]

#### Мапирање
Трака генерисане мапе са системом SAR, представља континуалну слику са резолуцијом од 0,3 метра. Фокусирана слика се приказује на приказивачу контролне станице, компримовано послато са системом веза са предатора, посредством сателита. Слика је скролована, оператер има могућност да изабере и зумира њене делове од 1k ( то је око 800 m) за радно коришћење на командној плочи командне станице. Слика се такође стално снима и чува на меморијској траци.
Постоје 2 начина рада. Мод 1, када се региструје не центрирана мапа на траци. То је мапа чији центар се помера у односу на кретање летелице. Мод 2, класичан је појас снимања мапе. Мапирање се реализује у односу на унапред одређену реперну линију, независно од кретања летелице.
Радар је тако пројектован да генерише карту са бочним снимањем терена до 45 степени изван правца вектора брзине лета летелице. Карта тла је 800 m широка, при брзини летелице од 25-35 m / s (као трака). При брзинама изнад 35 m / s, ширина траке карте се смањује, пропорционално са повећањем брзине.
Подсистем за мапирање аутономно функционише извршавајући низ, унапред планираних задатака, учитаних као инструкције пре полетања, које се могу мењати и току мисије и са изменом целог профила лета. Компримоване и континуалне слике SAR нису доступне у режиму рада са C-опсегом. Оне се могу преносити преко 1,5 Mb / s, широкопојасних веза података са Ku-опсегом, преко сателита до приказивача података на земаљској контролној станици.
|                         |
| Систем веза и мапирање. |

### Пројекат структуре и материјали за њену израду
Предатор је пројектован по одвојеним склоповима, који се међусобно повезују са једноставним системом елемената за везу. Тај прилаз је осмишљен тако да се лако и брзо може трансформисати у целину и у одвојене склопове. Може се расклопити опрема, крила, стајни органи, репне површине и мотор. Подешен је да буде лак за транспорт у шест склопова, а када се десе кварови и оштећења, лака је поправка са заменом делова и склопова.
Труп се састоји од низа оквира од композита са угљеничним влакнима и од легура алуминијума. Слојевите структуре, од стиропора, уграђене су у трупу за прихват опреме, међупростор је испуњен пеном, да би се обезбедила већа конзистентност. Мотор је уграђен на репном делу трупа са потисном елисом. На тај начин је ослобођен предњи део летелице за уградњу сензора (очију).
Увлачећи стајни органи, типа трицикл, израђени су од легуре алуминијума, а и сегменти трупа у којима се налазе сензори.
Репне површине су исто израђене од композитних материјала. Специфичне су по облику слова „V“. Ово решење интегрише аеродинамичку намену и улогу вертикалног и хоризонталног репа и побољшава стабилност летелице, смањује укупни отпор и штити задњи део трупа и мотор, са елисом, од оштећења при слетању под великим углом. У томе случају оштећују се те површине, а мања је то штета, а и лакша је и бржа њихова замена. Аеродинамичка шема са „V“ репом од композита смањује радарски одраз од мотора, пошто је грађен од метала, са „V“ репом је скривен. Нападне ивице и крај крила, пресвучена су титанијумом са уграђеним микроскопским рупицама, кроз које се излива антифриз, за спречавање залеђивања и деформисање аеропрофила са формираним ледом. Композитна структура крила је ојачана, за прихват спољних терета, услед ношења наоружања и допунских резервоара горива.
Композитни материјали су доминантно присутни у изради структуре предатора. У принципу, спољни слој (оплата), израђена је од композитних материјала који се састоји од карбонских влакана, са више слојева платна, постављени под различитим угловима усмерења њихових влакана, због оптимизације носивости и крутости (влакна су отпорна на истезање). Ови слојеви су међусобно лепљени се епоксидним смолама, а потом „печени“ у аутоклаву. То је технологија која се користи у авио-индустрији, у производњи структура авиона.
Композитна структура је оптимизирана са рачунарским моделирањем, а затим помоћу ласера прецизно су резани делови (кројени) и склапани у завршни склоп. На крају, израђени делови, још једном се рачунарски проверавају кроз калибрацију (прецизно мерење). Овај поступак је спор и захтева високо квалификоване кадрове. Главна предност овог система (поред високог квалитета), је ако се уведе мала промена иста се лако измени у рачунарском моделу, то је безболно за производни процес.
Међутим, у неким деловима и местима на летелици, на којима је потребно више еластичности, коришћена су стаклена влакна за израду композита.

## Варијанте

### RQ-1 предатор
RQ-1 предатор је основна варијанта, са наменом извиђача, код које је RQ-1A, из предсеријске производње. Први серијски производи имају ознаку RQ-1B. Касније партије производње имају ознаку, изведену под RQ-1L и RQ-1K. Након увођења у оперативну употребу варијанте MQ-1, почело је ваздухопловство да конвертује све дотадашње летелице RQ-1, на овај стандард. На крају су све летелице RQ-1 конвертоване у стандард MQ-1, до 2005. године.
RQ-1 је био распоређен у 11., 15. и 17. извиђачку ескадрилу, у Америчком ратном ваздухопловству, у бази Индиан Спрингс. Због релативно мале снаге мотора, летелице су захтевале дугачку полетно слетну-стазу, до 1,5 km, као за веће авионе са посадом. Укупно је произведено 285 летелица -1.

### MQ-1 предатор
MQ-1 предатор је развијен за намену у рату против тероризма, посебно у току потрага за Осамом бин Ладеном у Авганистану. У тим задацима, америчка војска се суочила са проблемом који је протекао у испреплетаним задацима откривања циљева и ваздушних напада на њих, у току трајања лета од неколико сати. То је био очигледан разлог за оспособљавање беспилотне летелице за обе врсте задатака, извиђање циљева и борбена дејства по њима. Из тога је произашао захтев за развој MQ-1 предатора.
Ова верзија не само да извиђа и да детектује циљеве, већ се користи и за борбу против истих. Опрема укључује и додатни више спектрални нишански систем, са којим се управља двема самовођеним ракетама AGM-114 хелфајер, уз ласерско обележавање циља. Тако је MQ-1 предатором направљена пионирска прекретница у употреби беспилотних летелица као борбених средстава.
Као и код RQ-1, верзија MQ-1 представља предсеријску производњу, прва серијска партија производње је распоређена у 17ту ескадрилу у Индиан Спрингс Невада, под ознаком MQ-1B. Реконструисана варијанта RQ-1K и L, воде се под ознакама MQ-1K и L. У марту 2011. године, испоручене су последње беспилотне летелице америчком ваздухопловству. Укупно је произведено 75 летелица MQ-1. Оне ће у будућности бити све замењене са MQ-9 рипером.

### MQ-9 рипер
MQ-9 рипер је резултат обимног развоја, заснованог на стандарду MQ-1. Ова летелица је имала радни назив „предатор B“, а добила је званичан војни назив MQ-9 рипер. Поред осталог, у односу на MQ-1, на њој је интегрисан елисномлазни мотор TPE-331-10. Летелица MQ-9 је већа од MQ-1 и поседује већи долет, плафон, брзину, носивост и асортиман наоружања. Носивост јој је петнаест, а брзина крстарења три пута већа од претходне MQ-1. Може дуже време аутономно да лети по програмираној путањи без посредовања оператора (пилота). Има већи капацитет оружја, што је довело до већег ефекта у борби, са ракетама и бомбама. Први лет прототипа је одржан 2. фебруара 2001. године. MQ-9 рипер је прва беспилотна летелица способна за откривање и праћење подморница. Од 25. септембра 2007. године, Америчко ратно ваздухопловство користи MQ-9 рипер у Авганистану. Искуства су позитивна и почела је њихова масовна производња и обука људства за њихово коришћење.
Развој летелице MQ-9 рипер, одвијао се у кооперацији три државе, Америка, Уједињено Краљевство и Италија. Остварени резултати су испунили сан да се борбена дејства остварују у и из ваздушног простора са летелицама без људске посаде, са управљањем са њима из удаљених станица на земљи. Произведено је 57 примерака летелица MQ-9.
|                                           |  |
| рипер у полетању и у лету, у Авганистану. |  |

### MQ-1C греј игл
MQ-1C греј игл је надградња MQ-1 предатора, са повећаним долетом и са вишенаменским својствима. Развој је покренуло и финансирало Америчко ратно ваздухопловство. На конкурсу су се надметала два конструктивна решења MQ-1C хреј игл (раније се звао „вариор“) и RQ-5 хантер. У августу 2005. године, војска је саопштила одлуку о избору летелице MQ-1C хреј игл и додељено је 214 милиона долара за уговор за развој система и његову физичку демонстрацију. Војска је намеравала да набави 11 система, сваки од ових јединица састоји се од 12 летелица и пет контролних земаљских станица. Овај укупни програм је коштао једну милијарду . америчких долара Летелице  хреј игл, уведене су у оперативну употребу 2009. године.
Америчко ратно ваздухопловство је за њих предложило назив MQ-12 Вариор, а Америчко Министарства одбране се одлучило за назив MQ-1C греј игл.
Одлучено је, 3. септембра 2010. године, да се на летелицу MQ-1C греј игл, интегришу ракете AGM-114 хелфајер. Тако наоружане, летелице су распоређене у Авганистан, крајем 2010. године.
 греј игл постиже плафон средње величине, велику аутономију лета и поседује велику отпорност. Повећан му је размах крила и интегрисан му је Дизел-мотор, развијен на бази Мерцедесовог. Ово је Дизел-мотор, који користи авионско гориво, обезбеђујући летелици боље перформансе на великим висинама. Аутономија лета је 36 часова на висинама до 7.600 m, са радијусом од 400 km.
Предња купола за смештај сензора је повећана. Визуелна индикација је побољшана, са синтетичким прорезом антене радара, уведен је систем генерисања слике терена на земљи и вишеспектрални нишан AN/AAS-52 испод носа летелице.
Летелица може да носи терет од 360 kg, укључујући у то ракете AGM-114 хелфајер и навођене бомбе GBU-44/B.

### Предатор C
Предатор C је беспилотна летелица у развоју, за потребе америчког ваздухопловства. За разлику од његових претходника MQ-1 предатора и MQ-9 рипера, Предатор C („авенгер“) покреће двопроточни турбомлазни мотор, а у пројекат је укључена и технологија смањене уочљивости за сензоре са земље и са летелица противника. Оружје је смештено у унутрашњости трупа, посебно је обликован облик издувног дела мотора, у функцији смањења уочљивости. Први лет прототипа, изведен је 4. априла 2009. године.
Предатор C ће поседовати исти асортиман оружја као и MQ-9, са радаром са антеном са синтетичким прорезима (електронско скенирање) SAR и верзију оптоелектронског нишана (EOTS), као и авион F-35.
Предатор C ће користити исту аеродромску инфраструктуру као и летелице MQ-1 и MQ-9, укључујући и земаљску станицу за управљање са летом и постојеће комуникационе мреже за све операције укључујући и извршавање борбених задатака.
Морнарица, 3. маја 2010. године, донела је одлуку да развије подваријанту предатора C, која ће испунити њихове захтеве и потребе. Морнарички Предатор C мора да садржи увлачећи оптоелектронски / инфрацрвени сензор, наоружање интегрисано у контури летелице (унутрашње) и бродско склапање крила. Структура летелице, биће пројектована тако да прихвата одговарајућу опрему за слетање на палубу, репну куку, уређај за заустављање и друге специфичности палубних летелица.

## Историја оперативне употребе

### Опште
До марта 2009. године, Америчко ратно ваздухопловство, примило је од испоручиоца 195 примерака MQ-1 предатора и 28 MQ-9 рипера и увело их је у оперативну употребу. -9 рипери су 244 пута лансирали ракете у Ираку и Авганистану, у 2007. и 2008. години. Извештаји америчког ваздухопловства приказују да су у току оперативне употребе, до марта 2009. године, изгубили 70 летелица. Педесет пет је изгубљено због отказа опреме, операторских грешака, или лоших временских услова. Четири летелице оборене су у Босни, на Косову и у Ираку. Преко једанаест су изгубљене на удесима на борбеним задацима. То су амерички подаци.
Последњи MQ-1 предатор је предат јединицама америчког ваздухопловства 3. марта, 2011. године. Од свог првог лета у јулу 1994. године, укупна флота летелица MQ-1, реализовала је више од 900.000 часова лета, одржавајући просечну исправност на нивоу од 90%.
Током почетне фазе развоја, у току процене програма, у априлу 1996. године, амерички министар одбране је одредио да ратно ваздухопловство буде оперативно одговорно за употребу предатора. За ту намену, формиране су 3 специјалне извиђачке ескадриле (11., 15. и 17.), у ваздухопловној бази у Невади и 163. извиђачки пук ваздухопловне националне гарде у Калифорнији.
У 2005. години, препоручено је избацивање из оперативне употребе 147. извиђачког пука 15 борбених авиона F-16 фајтинг фалкон, што је и усвојено. Замењени су са 12 беспилотних летелица MQ-1 предатор, које су биле потпуно оперативне до 2009. године.
Америчко ратно ваздухопловство је објавило одлуку, 21. јуна 2009. године, о стварању нове ескадриле са MQ-1 предаторима, у ваздухопловној бази Витеман (енгл. Whiteman). Иста је постала оперативна у фебруару 2011. године.

### Балкан
Први прекоморски распоред предатора извршен је на Балкан, од јула до новембра 1995. године, под називом Номад вигил (енгл. Nomad Vigil). Летелице су распоређене у бази Гјадер, Албанија, са наменом извиђања простора бивше Југославије. Неколико предатора је изгубљено током ове мисије, од противавионског дејства одбрамбених снага Војске Југославије и услед удеса.
Неколико је уништено у току агресије на Југославију, НАТО бомбардовања 1999. године:
- Летелица № 95-3017 је изгубљена 18. априла, 1999. године. Узрок је приписан проблемима у систему горива и залеђивања узгонских површина.
- Летелица № 95-3019 је изгубљена 13. маја, када је оборена од снага Војске Југославије, са мобилном ракетом земља-ваздух Стрела-1М, изнад села Биба. Српска телевизијска екипа снимила је ово обарање.
- Летелица № 95-3021, оборена је 20. маја у близини места Талиновац, од одбрамбене против-авионске ватре.

Укупно до 18. јануара 2010, Америчко ратно ваздухопловство је изгубило 58 беспилотних летелица типа предатор. Подаци према америчким и југословенским изворима су контрадикторни. Непобитне су чињенице, да је југословенска војска оборила два пилотирана авиона, већи број беспилотних летелица и крстарећих ракета и оштетила је, без доказа о обарању, већи број свих врста летелица.
Против Савезне Републике Југославије коришћене су беспилотне летелице у задацима извиђања. На основу стечених искустава да је по откривању циља рационално одмах и дејствовати по њему, покренут је развој верзије извиђача са борбеним могућностима. Југославија је била полигон за испитивање и доказивање беспилотних летелица, у војној оперативној употреби. Касније су борбене варијанте коришћене у Авганистану, Пакистану и у Либији.

### Авганистан
У заједничкој акцији Пентагона и агенције ЦИА, 2000. године, покушавано је лоцирање склоништа Осама бин Ладена, у Авганистану. Спроведена је акција, под називом Авганистанске очи, која је подразумевала 60 дана пробне мисије предатора, широм земље. Први експериментални лет, одржан је 7. септембра 2000. године. Резултати видео-снимака су били импресивни. Веровало се да ће беспилотне летелице одиграти кључну улогу у проналаску склоништа Бин Ладена, што би био циљ за крстареће ракете или наоружање пилотираних авиона. Десет од 15 направљених летова предатора изнад Авганистана цењене су као успешни. У најмање два лета, предатора примећен је високи мушкарац у белој хаљини (туници), на фарми близу Кандахара. Веровало се да је уочена личност Бин Ладен. Пошто су се у октобру 2000. године, временски услови погоршали, отежано је предаторима да лете из базе у Узбекистану, па је та врста извиђања привремено суспендована.
У ваздухопловној бази Нелис, 16. фебруара 2001. године, Америчко ратно ваздухопловство је са Предатора лансирало три ракете AGM-114C хелфајер, на земаљски циљ. Наоружани предатори, добили су ознаку MQ-1A. У првој недељи јуна, 2001. године, хелфајер ракета је успешно лансирана на реплику базе боравка Бин Ладена у Авганистану, која је подигнута на полигону у Невади. Лансирана ракета са предатора је експлодирала унутар једне од соба реплике зграде, са чиме је закључено када би било људи у тој соби исти би били убијени. Наставак извиђачких летова је почео 4. септембра, 2001. године. Предатори тада нису носили ракете и ако су били оспособљени за оружје, пошто није постојала дозвола Узбекистана, из чијих база су узлетали на извршавање задатка.
После давања сагласности за ракете, исте су брзо испоручене у базу. Предатори и ракете су 16. септембра 2001. године, били спремни за борбене мисије. Прва борбена мисија предатора са ракетама, била је 18. септембра. Следеће значајне су биле касније:
- Под сумњом да је у конвоју спортско-теренских возила један од вођа Ал Каиде, извршен је напад са дејством наоружаних предатора 4. фебруара, 2002. године.
- ЦИА је са предатора лансирала пројектил хелфајер, у утврђено талибанско митраљеско гнездо 4. марта 2002. године, одакле је погођен амерички хеликоптер CH–47 Чинук, који се срушио на планини у Авганистану. Претходни покушаји да се изврши тај задатак, са пилотираним авионима F-15 игл и F-16 фајтинг фалкон, остали су без успеха. Ова акција је одржана током операције Анаконда. Изгледа да је то прва употреба беспилотних летелица, у задацима блиске ваздушне подршке.[56][57]

### Пакистан
Од маја 2005. MQ-1 предатори су опремљени ракетама хелфајер, које су се успешно користиле у ликвидацији истакнутих оперативаца Ал Каиде. Са борбеном употребом предатора, изазван је велик број цивилних жртава, посебно 13. јануара 2006. године, када је погинуло 18 лица. Ови напади су део америчког рата против тероризма, са тежњом да се победе Талибани и Ал Каида у Пакистану. Већина ових напада су изведени на циљеве у подручју дуж авганистанске границе на северозападу Пакистана. Генерално су коришћене беспилотне летелице MQ-1 предатор, а однедавно и MQ-9 рипер, са ракетама -114 хелфајер. Беспилотне летелице су постале кључно америчко оружје за борбу против Ал Каиде. Према пакистанском мишљењу, амерички напади су се одвијали са погрешним прилазом. Влада Пакистана јавно осуђује те нападе, али тајно дели са Американцима и користи прикупљене обавештајне податке.
Процене резултата напада се разликују, у томе јесу ли изгинули недужни цивили или милитантни талибани, припадници Ал Каиде.

Према тајним изворима, које је Викилекс објавио, Пакистан је прећутно пристао на борбене летове беспилотних летелица у њиховом ваздушном простору. Америка стално тражи повећање броја тих летова, а пакистански министар унутрашњих послова је изјавио: 
| „ | Ракете беспилотних летелица су изазвале колатералну штету. Неколико милитантних особа је убијено, али већина жртава су невини грађани. | ” |

 Напади су често повезани са антиамеричким протестима, у Пакистану.
Пакистански премијер Наваз Шариф, у току званичне посете Вашингтону октобра 2013. године, затражио је од председника Барака Обаме да заустави нападе са беспилотним летелицама. Барак Обама је обећао да ће предузети мере да се испита како да се Пакистану отклони та забринутост због тих напада. Председник САД није изричито споменуо то питање, пред новинарима у заједничком саопштењу објављеном после састанка, рекао је да су односи између две земље на принципима поштовања суверенитета и територијалног интегритета.
Шариф је већ у уторак, у говору на конференцији у Вашингтону изјавио је да је употреба беспилотних летелица није само кршење суверенитета земље, већ то иде и на рачун борбе против тероризма у Пакистану.
У проблематику убијања „са даљинским управљачем“ америчких непријатеља, увукао је извештај хуманитарне организације „Амнести интернешел“ и немачку обавештајну службу. У томе извештају се тврди да немачка служба обавештава и доставља Американцима податке о циљевима.

### Јемен
ЦИА је 3. новембра 2002. године, са предатором из француске војне базе у Џибути, поново извршила напад на терористе. Лансирана је ракета хелифар на њихов аутомобил у Јемену. Убијен је Сениан ал Хартхи, лидер Ал Каиде, који се сматра да је одговоран за бомбашки напад на америчку крстарицу. То је била прва директна америчка оружана акција против тероризма изван Авганистана.

### Ирак
Ирачки авион МиГ-25 оборио је предатора, који је извиђао у њиховом ваздушном простору, 23. децембра 2002. године. Ово је био први случај у светској ваздухопловној историји, да се пилотирани авион бори у ваздушном простору са беспилотном летелицом. За ракете ваздух-ваздух AIM-92 стингер, на предатору, ирачки ловци су били топлотни извори за самонавођење. У овом конкретном сусрету МиГ-а и предатора, лансирана је ракета стингер, са беспилотне летелице на авион. Та ракета, у току свога лета, била је „заведена“ са термичким зрачењем од већ лансиране ракете са авиона МиГ-25 и престала је да се наводи на издувник авиона. У тој ситуацији свога промашаја, предатор је погођен са ракетом лансираном са авиона и уништен је. Раније су још два предатора оборени од стране ирачких ракета земља-ваздух, а један од њих 11. септембра 2001. године.
Током почетне фазе америчке инвазије на Ирак, 2003. године, одређени број старијих предатора су коришћени као мамци за ирачку противваздухопловну одбрану, да би се иста изложила откривању и уништавању. Од јула 2005. до јуна 2006. године, 15. извиђачка ескадрила учествовала је у више од 242 одвојених напада. При томе је било ангажовано 132 војника, лансирано је 59 ракета хелифар, надгледано је 18.490 циљева, реализовано је 2.073 летова, са више од 33.833 часова налета.

### Либија
1 предатори америчког ваздухопловства, били су укључени у извиђачке и борбене летове у Операцији Уједињени заштитник. MQ-1B је лансирао прву ракету хелифар у сукобу 23. априла, 2011. године.

### САД
1 предатори америчког ваздухопловства врше надзор границе између САД и Мексика и САД и Канаде. Овај задатак врше под Министарством домовинске безбедности (енгл. Department of Homeland Security). По потреби, БПЛ предатори врше акције на позив локалних органа реда.

### Остали
-1 предаторе користи италијанско ваздухопловство од краја 2004. године, а британско од 2006. Два цивилна регистрована ненаоружана предатора, користи канцеларија саветника за националну безбедност на Филипинима од 2006. године.

## Корисници
| Корисници БПЛ MQ-1 предатор                                       | Корисници БПЛ MQ-1 предатор |
| Држава, и институција                                             | Рипер у примени 2010.       |
| ----------------------------------------------------------------- | --------------------------- |
| САД Америчко ратно ваздухопловство Централна обавештајна агенција | Рипер у примени 2010.       |
| Уједињено Краљевство                                              | Рипер у примени 2010.       |
| Италија                                                           | Рипер у примени 2010.       |
| Турска                                                            | Рипер у примени 2010.       |
|                                                                   |                             |

## Карактеристике
† Може да носи:
- А- варијанта са бомбама
  - На две унутрашње линије 680 kg
  - На две средње линије 340 kg
  - На две спољне линије 68 kg
  - Централна се у овом случају не користи
- Б- варијанта са ракетама или комбинација ракете + бомбе
  - 14 114 хелфајер, ракете ваздух-земља или 4 хелфајер ракете + 2 ласерски навођене бомбе GBU-12 од 230 kg ласерски навођене бомбе.
  - Испитује се интеграција комбинације директно навођених бомби GBU-38 и ракете ваздух-ваздух кратког домета AIM-92 Стингер.